# Wercklea woodsonii
Wercklea woodsonii là một loài thực vật có hoa trong họ Cẩm quỳ. Loài này được (A. Robyns) Fryxell miêu tả khoa học đầu tiên năm 1981.